# Ewapotranspiracja
Ewapotranspiracja – proces parowania terenowego (np. w obrębie użytku zielonego), obejmujący transpirację (parowanie z komórek roślinnych) oraz ewaporację (parowanie z gruntu).
Rozróżnia się: 
- ewapotranspirację aktualną (rzeczywistą),
- ewapotranspirację potencjalną – wskaźnik klimatyczny mówiący o tym, jak szybko mogłoby zachodzić parowanie, gdyby dostępność wody była wystarczająca.

Ewapotranspirację mierzy się przyrządem zwanym ewaporometrem. Jest to urządzenie służące do pomiaru parowania z wolnej powierzchni wodnej przez zważenie ubytku wody.